# Steppenmöwe

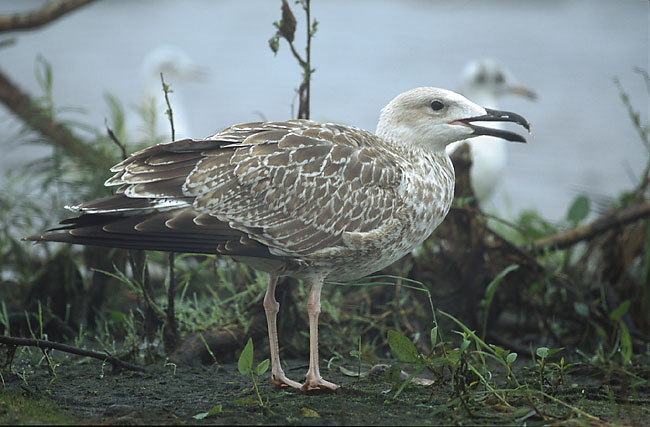
Steppenmöwe im Jugendkleid. Im Unterschied zur Mittelmeermöwe sind die weißen Säume des Schulter- und Mantelgefieders nur schmal, die Federzentren recht hell. Die weißen Säume der dunklen Schirmfedern reichen meist nur bis zur Mitte und nicht an die großen Armdecken heran.

Die Steppenmöwe (Larus cachinnans) ist eine relativ große Vogelart innerhalb der Möwen (Larinae). Sie ist im südlichen Osteuropa und im westlichen Mittelasien beheimatet, wo sie vom Schwarzen Meer bis in den Osten Kasachstans brütet. Zerstreute Brutvorkommen gibt es jedoch auch bis nach Mitteleuropa hinein; die größten liegen in Polen. In Deutschland brütet die Art vereinzelt im Osten. Nach der Brutzeit wandern vor allem viele junge Vögel nach Nordwesten ab und sind dann zerstreut bis Westeuropa zu finden. Die Hauptüberwinterungsgebiete liegen im Nahen Osten.
Die systematische Stellung der Steppenmöwe war lange umstritten, sie wurde als Unterart der Silbermöwe betrachtet, danach auch als Unterart eines neuen Taxons „Weißkopfmöwe“. 2001 wurde durch molekulargenetische Untersuchungen die Paraphylie dieses Taxons festgestellt und den beiden dort vereinten Formen Steppenmöwe und Mittelmeermöwe Artstatus zuerkannt.

## Beschreibung
Die Steppenmöwe ist mit 56–68 cm Körperlänge und einer Flügelspannweite von 137–145 cm etwa so groß wie eine Silbermöwe. Im Körperbau ähnelt sie jedoch der etwas kleineren Heringsmöwe, mit der sie näher verwandt ist. Sie wirkt oft schmächtig mit relativ kleinem Kopf, schlankem, gerade nach hinten abfallendem Hinterleib und hohen Beinen. Der Kopf ist langgezogen, die Stirn flach und der Hinterkopf kantig. Der Schnabel ist wenig kräftig mit nur schwach ausgeprägtem Gonyswinkel und langgezogenem Nasenloch. Das Auge wirkt klein und sitzt relativ weit vorne und oben am Kopf. Ein Sexualdimorphismus ist nicht ausgeprägt. Junge Steppenmöwen wechseln nach dem vierten Winter ins Adultkleid.

### Adulte Vögel
Adulte Steppenmöwen im Brutkleid haben einen gelben bis grünlich gelben Schnabel mit orangem oder rotem Gonysfleck. Die Iris ist meist braun bis gelbbraun, manchmal aber auch gelbgrau mit dunkler Sprenkelung, so dass das Auge zumindest aus der Distanz dunkel wirkt. In manchen Populationen überwiegt der Anteil der Vögel mit hellen Augen. Eingeschlossen ist das Auge von einem orangen oder roten Orbitalring. Kopf, Hals, Brust, vorderer Rücken, Unterseite, Bürzel und Steuerfedern sind rein weiß. Die Oberseite ist hellgrau. Ihr fehlt der bläuliche Ton, der oft bei Silbermöwen vorhanden ist. Auf der Flügeloberseite fällt ein breiter, weißer Hinterrand auf, der im Bereich der schwarzen Flügelspitze als Reihe weißer Handschwingenspitzen ausläuft. Die äußerste Handschwinge zeigt eine sehr breite, weiße Spitze, die vorletzte ein weißes Subterminalfeld. Der Schwarzanteil auf dem Handflügel ist kleiner als bei der Mittelmeermöwe und größer als bei Silbermöwen. Die Schwarzfärbung reicht meist bis zur fünften Handschwinge, auf der sie nur noch als subterminale Markierung vorhanden ist. Auffällig ist, dass das Grau des Oberflügels in Form sehr ausgedehnter „Zungen“ in das Schwarz des äußeren Handflügels hineinragt, was an den großenteils grauen Innenfahnen der äußeren Handschwingen liegt. Die Grundfarbe der Beine und Füße ist grau und kann entweder eine gelbliche oder eine fleischfarbene Tönung aufweisen.
Im Schlichtkleid zeigt der Kopf im Bereich des Nackens eine grobe, dunkle Strichelung um das Auge und auf dem Scheitel eine etwas feinere. Der Schnabel ist grünlichgelb. In den mattgefärbten Gonysfleck mischen sich oft dunkle Markierungen, die manchmal bis auf den Oberschnabel reichen und eine subterminale Binde bilden.

### Subadulte Vögel
Steppenmöwen im Jugendkleid ähneln juvenilen Mittelmeermöwen (vor allem der östlichen Populationen), so dass eine Unterscheidung im Feld oft besonders schwierig ist. Der Schnabel ist schwarz, das Auge dunkel; die Beine und Füße sind fleischfarben. Kopf, Brust und Unterseite sind auf weißlichem Grund bräunlich gestrichelt. Die Strichelung verdichtet sich um das Auge herum, an Nacken, Brustseiten und Flanken. Die Oberseite und die Armdecken wirken aufgrund dunkler oder dunkel gebänderter Federzentren und heller Säume geschuppt. Die Säume sind jedoch meist schmal und die dunklen Zentren relativ hell, so dass die Zeichnung im Unterschied zu der von Mittelmeermöwen weniger kontrastreich oder verwaschen wirkt. Vom bräunlichen Rücken heben sich die meist recht einfarbig dunklen Schirmfedern ab, die im distalen Drittel einen breiten, weißen Saum zeigen, der beim sitzenden Vogel nur selten bis an die großen Armdecken reicht. Das Armdeckenfeld ist wie bei der Heringsmöwe durch zwei helle Querbänder gekennzeichnet. Das übrige Flügelgefieder ist schwärzlich braun. Die inneren Handschwingen sind aufgehellt und bilden im Flug ein helles Feld, das aufgrund dunkler Außenfahnen jalousieartig streifig wirkt. Der Flügelhinterrand ist aufgrund heller Schwingenspitzen bis auf den mittleren Handflügel weiß. Auf dem Unterflügel fallen relativ große, einförmig weiße Flächen auf. Der Bürzel zeigt einen hell gräulich braunen Keil, der in die weißen, teils bräunlich gebänderten Oberschwanzdecken übergeht. Der weiße Schwanz trägt breite, dunkle Binde, die zur Basis hin in einer feinen Bänderung ausläuft.
Das erste Schlichtkleid wirkt „vierfarbig“: zum überwiegend weißlichen Kopf und der Unterseite kontrastieren der schwarze Schnabel sowie die dunklen Schirmfedern und Handschwingen. Das Rückengefieder ist überwiegend lichtgrau mit variierenden dunklen Markierungen und setzt sich von den graubraunen Armdecken des Jugendkleids ab, in die sich bereits einige neue, grauere Federn mischen können. Die Schnabelbasis kann bereits etwas aufgehellt sein. In den weißen Partien des Kopfes und der Unterseite fallen eine schmutziggraue „Nackenkrause“, eine leichte Strichelung um das Auge, von der sich die weißen Lider abheben, eine leichte Strichelung an den Flanken und eine Bänderung der äußeren Unterschwanzdecken auf.
Im zweiten Winter ist der Schnabel meist fleischfarben mit dunklem Vorderschnabel und heller Spitze. Einige Vögel sehen noch sehr spät aus wie im ersten Schlichtkleid, jedoch ist der Kontrast zwischen Mantel- und Schultergefieder und Armdecken geringer. Bei anderen Vögeln ist die Oberseite bereits nahezu überwiegend hellgrau, lediglich kleine und große Armdecken sind noch braun gebändert. Auf den dunklen Schirmfedern sind nun sehr breite, etwas gemusterte, weiße Ränder vorhanden. Die Oberschwanzdecken und der basale Teil des Schwanzes sind nun rein weiß, der Bürzel ist hellgrau.
Das dritte Schlichtkleid ist bereits dem adulten Winterkleid sehr ähnlich, allerdings ist der Schnabel noch nicht ausgefärbt und trägt eine dunkle Subterminalbinde. Im Bereich der Handdecken finden sich noch viele schwärzliche Federn und auf dem Schwanz sind noch Reste einer dunklen Binde vorhanden. Im vierten Winter deuten allenfalls noch ausgedehnte dunkle Markierungen im Bereich des Vorderschnabels auf nicht adulten Vogel hin.

## Verbreitung

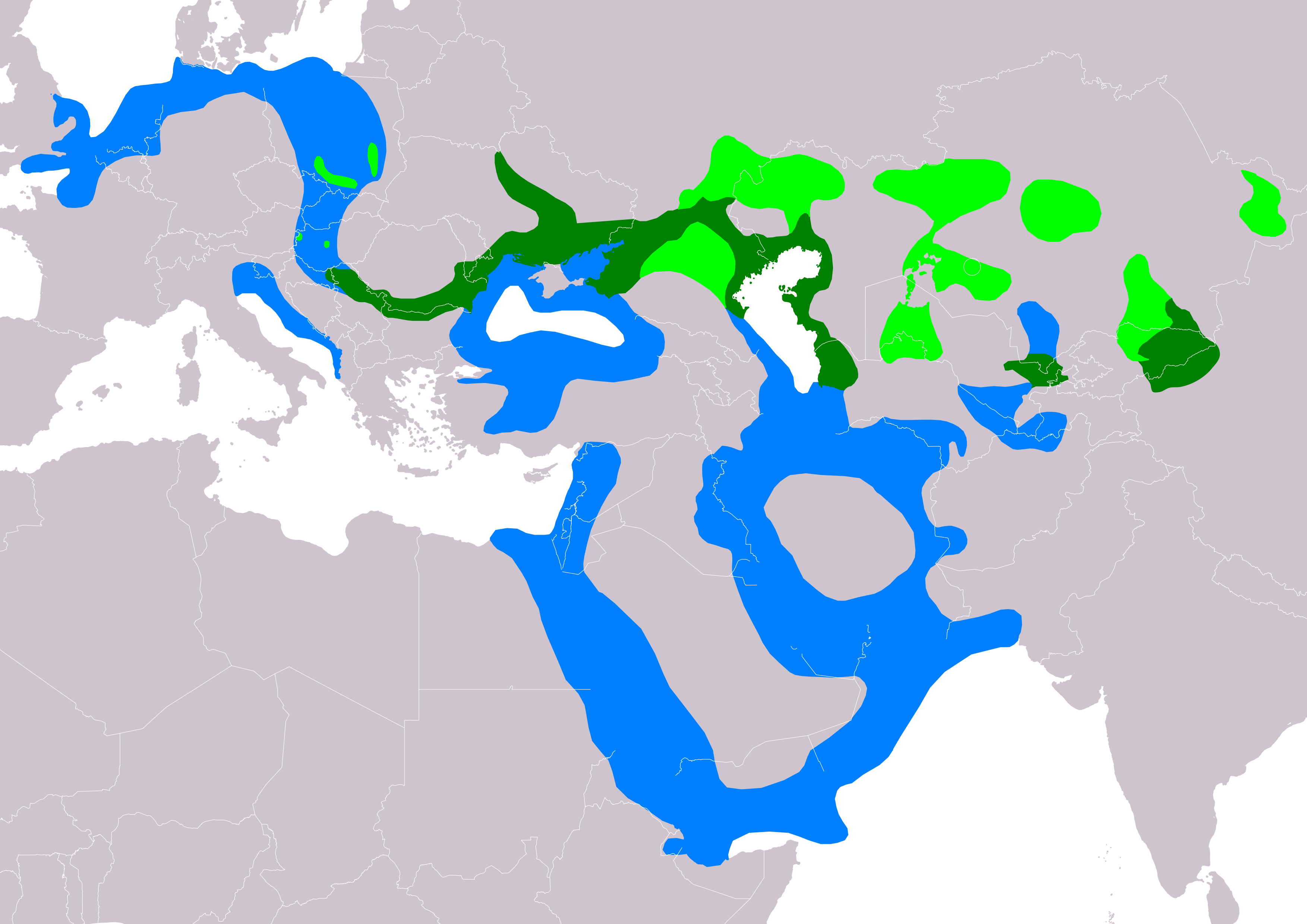
Verbreitung der Steppenmöwe:
Brutgebiete
Ganzjähriges Vorkommen
Überwinterungsgebiete

Die Hauptbrutverbreitung der Steppenmöwe reicht etwa vom Bosporus ostwärts bis zum Saissansee im Osten Kasachstans. Die Südgrenze der Verbreitung verläuft über den Nordteil des Schwarzen Meeres, das Asowschen Meer und die Binnenseen des nördlichen Kaukasusvorlandes zum Kaspischen Meer, wo die Art südwärts bis auf Höhe der südlichen Mitte brütet, über den Aral- und den Balchaschsee bis etwa zum Yssykköl. Im Norden siedelt die Steppenmöwe entlang der Unterläufe von Dnister, Dnepr und Wolga. In Russland kommt sie nordwärts noch zerstreut bis Moskau vor. Seit 1979 brütet sie auch in der Region um Bukarest und hat sich seither über die mitteleuropäischen Flusssysteme in zerstreuten Vorkommen bis Ungarn, Belarus, Tschechien, Süddeutschland und Polen ausgebreitet.

## Lebensraum
Die Bruthabitate der Steppenmöwe liegen auf Inseln, in Lagunen und Ästuaren an der Limanküste des Schwarzen Meeres und am Kaspischen Meer sowie an Binnenseen in Steppen und Halbwüsten, seltener auch an Flüssen und deren Altwassern. Die Nistplätze finden sich an unzugänglichen Orten wie Inselchen, Sanddünen oder freien Flächen innerhalb von dichten Röhrichten. Es handelt sich meist um vegetationsarme Stellen, teils wird aber auch der Schatten von Sträuchern genutzt. An der bulgarischen Schwarzmeerküste und in Bukarest nistet die Art gelegentlich auf Dächern.
Außerhalb der Brutzeit kommt die Steppenmöwe an allen Küstenformen und Binnengewässern vor.

## Bestand
Der europäische Gesamtbestand der Steppenmöwe beläuft sich auf 30.000 bis 50.000 Brutpaare. Die größten Populationen finden sich in Südrussland, im Süden der Ukraine sowie Rumänien und Aserbaidschan. Der mitteleuropäische Verbreitungsschwerpunkt ist Polen, wo zu Beginn des 21. Jahrhunderts 230 bis 240 Brutpaare vorkamen.

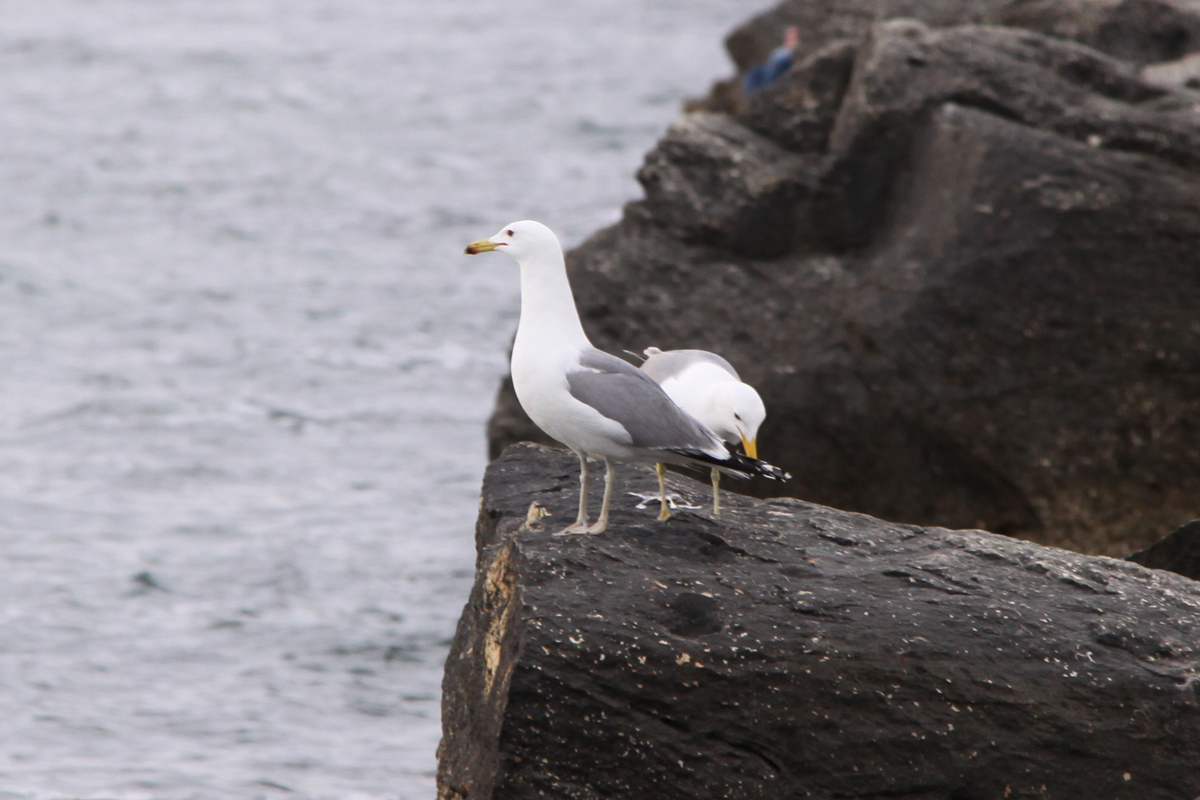
Steppenmöwen östlich des Kaspischen Meeres unterscheiden sich kaum von der Unterart L. f. barabensis der Heringsmöwe

## Systematik
Die Steppenmöwe wurde früher als Unterart der sehr ähnlichen Silbermöwe angesehen. In den 1980er Jahren wurden dann die im Adultkleid gelbbeinigen Populationen in ein Taxon namens „Weißkopfmöwe“ (Larus cachinnans) abgegliedert – ein Name, der recht zutreffend ist, da die Vögel in den ersten Jahren im Unterschied zur Silbermöwe sehr „weißköpfig“ wirken. Um die Jahrtausendwende herum wurde aber aufgrund von genetischen Untersuchungen festgestellt, dass die „Weißkopfmöwe“ ein paraphyletisches Taxon ist. Es wurde daher in die Mittelmeermöwe (Larus michahellis) und die Steppenmöwe (Larus cachinnans) aufgespalten. Die angenommene Unterart L. c. omissus stellte sich hingegen als gelbbeinige Varietät der Silbermöwe heraus. Weiterhin wurde festgestellt, dass die Steppenmöwe näher mit der Heringsmöwe als mit der Silbermöwe verwandt ist.
Umstritten war auch einige Zeit die Zugehörigkeit zweier Formen aus West- und Südsibirien – barabensis und mongolicus. Wegen zahlreicher äußerer Ähnlichkeiten wurden sie zeitweise zur Steppenmöwe gestellt. Molekulargenetischen Untersuchungen zufolge steht barabensis aber der Heringsmöwe (und vor allem deren Unterart L. f. heuglini) nahe und wird heute meist als Unterart derselben angesehen, mongolicus wird hingegen als Unterart zur Ostsibirienmöwe (Larus vegae) gestellt. Die Steppenmöwe ist demnach monotypisch. Vögel der Steppenmöwenpopulation östlich des Kaspischen Meeres sind Larus fuscus barabensis sehr ähnlich und eine sichere Bestimmung ist oft nicht möglich. Die genauen Unterscheidungsmöglichkeiten zwischen den Formen sowie deren genaue Verbreitung und Überschneidung bedürfen weiterer Untersuchungen.